# La Roche-Guyon
La Roche-Guyon és un municipi francès, situat al departament de Val-d'Oise i a la regió de Illa de França. L'any 2007 tenia 464 habitants.
Forma part del cantó de Vauréal, del districte de Pontoise i de la Comunitat de comunes Vexin-Val de Seine.

## Demografia

### Població
El 2007 la població de fet de La Roche-Guyon era de 464 persones. Hi havia 192 famílies, de les quals 88 eren unipersonals (44 homes vivint sols i 44 dones vivint soles), 52 parelles sense fills, 44 parelles amb fills i 8 famílies monoparentals amb fills.
La població ha evolucionat segons el següent gràfic:
Habitants censats

### Habitatges
El 2007 hi havia 262 habitatges, 196 eren l'habitatge principal de la família, 45 eren segones residències i 21 estaven desocupats. 179 eren cases i 74 eren apartaments. Dels 196 habitatges principals, 114 estaven ocupats pels seus propietaris, 65 estaven llogats i ocupats pels llogaters i 17 estaven cedits a títol gratuït; 11 tenien una cambra, 40 en tenien dues, 29 en tenien tres, 34 en tenien quatre i 82 en tenien cinc o més. 110 habitatges disposaven pel capbaix d'una plaça de pàrquing. A 108 habitatges hi havia un automòbil i a 64 n'hi havia dos o més.

### Piràmide de població
La piràmide de població per edats i sexe el 2009 era:
| Homes | Edats   | Dones |
| ----- | ------- | ----- |
| 0     | 95 o +  | 0     |
| 0     | 90 a 94 | 8     |
| 0     | 85 a 89 | 16    |
| 0     | 80 a 84 | 0     |
| 8     | 75 a 79 | 0     |
| 8     | 70 a 74 | 8     |
| 4     | 65 a 69 | 16    |
| 12    | 60 a 64 | 12    |
| 4     | 55 a 59 | 8     |
| 8     | 50 a 54 | 4     |
| 16    | 45 a 49 | 20    |
| 32    | 40 a 44 | 20    |
| 4     | 35 a 39 | 24    |
| 12    | 30 a 34 | 20    |
| 20    | 25 a 29 | 12    |
| 24    | 20 a 24 | 20    |
| 40    | 15 a 19 | 24    |
| 48    | 10 a 14 | 28    |
| 20    | 5 a 9   | 12    |
| 20    | 0 a 4   | 8     |

## Economia
El 2007 la població en edat de treballar era de 313 persones, 223 eren actives i 90 eren inactives. De les 223 persones actives 206 estaven ocupades (110 homes i 96 dones) i 17 estaven aturades (10 homes i 7 dones). De les 90 persones inactives 21 estaven jubilades, 17 estaven estudiant i 52 estaven classificades com a «altres inactius».

### Ingressos
El 2009 a La Roche-Guyon hi havia 182 unitats fiscals que integraven 397 persones, la mediana anual d'ingressos fiscals per persona era de 22.462 €.

### Activitats econòmiques
Dels 33 establiments que hi havia el 2007, 1 era d'una empresa alimentària, 2 d'empreses de fabricació d'altres productes industrials, 4 d'empreses de construcció, 7 d'empreses de comerç i reparació d'automòbils, 1 d'una empresa de transport, 5 d'empreses d'hostatgeria i restauració, 1 d'una empresa d'informació i comunicació, 1 d'una empresa financera, 7 d'empreses de serveis, 3 d'entitats de l'administració pública i 1 d'una empresa classificada com a «altres activitats de serveis».
Dels 12 establiments de servei als particulars que hi havia el 2009, 1 era una oficina de correu, 1 paleta, 2 guixaires pintors, 3 lampisteries, 1 perruqueria, 1 veterinari i 3 restaurants.
Dels 3 establiments comercials que hi havia el 2009, 1 era una botiga de més de 120 m², 1 una botiga de menys de 120 m² i 1 una botiga de roba.

## Equipaments sanitaris i escolars
L'únic equipament sanitari que hi havia el 2009 era un hospital de tractaments de mitja durada (seguiment i rehabilitació).
El 2009 hi havia una escola elemental. La Roche-Guyon disposava d'un liceu tecnològic amb 5 alumnes.

## Poblacions més properes
El següent diagrama mostra les poblacions més properes.